# Малая Уса (приток Большой Усы)
Малая Уса — река в России, протекает в Пермском крае. Устье реки находится в 36 км по правому берегу реки Большая Уса. Длина реки составляет 17 км.

## Данные водного реестра
По данным государственного водного реестра России относится к Камскому бассейновому округу, водохозяйственный участок реки — Кама от Воткинского гидроузла до Нижнекамского гидроузла, без рек Буй (от истока до Кармановского гидроузла), Иж, Ик и Белая, речной подбассейн реки — бассейны притоков Камы до впадения Белой. Речной бассейн реки — Кама.
Код объекта в государственном водном реестре — 10010101412111100016561.